# Aciphylla lecomtei
Aciphylla lecomtei är en flockblommig växtart som beskrevs av J.W.Dawson. Aciphylla lecomtei ingår i släktet Aciphylla och familjen flockblommiga växter. Inga underarter finns listade i Catalogue of Life.